# Jan Röling
Jan Röling (* 15. September 1999 in Wiesbaden) ist ein deutscher Volleyballspieler. Der Zuspieler spielt seit 2019 bei den Helios Grizzlys Giesen.

## Karriere
Röling spielte bis 2015 beim TuS Kriftel. Mit dem Verein wurde er 2013 deutscher Meister der U16. Mit der hessischen Landesauswahl gewann er zweimal den Bundespokal. Er gehörte auch zur Jugend- und Junioren-Nationalmannschaft, die er als Kapitän anführte. 2015 ging der Zuspieler zum Volleyball-Internat Frankfurt, mit dem er in der zweiten Bundesliga antrat. Sein Abitur machte Röling 2018 an der Carl-von-Weinberg-Schule, der Partnerschule des Olympia-Stützpunkts Frankfurt. Im Beachvolleyball nahm Röling unter anderem mit Linus Weber an einigen Nachwuchsturnieren teil. Das Duo gewann 2016 die deutsche U18-Meisterschaft und wurde 2017 Vizemeister der U19.
2018 wurde Röling vom Bundesligisten TV Rottenburg verpflichtet. Die Rottenburger kamen in der Saison 2018/19 nicht über das Achtelfinale im DVV-Pokal und den elften Platz in der Bundesliga-Hauptrunde hinaus. Der Zuspieler wechselte anschließend zum Ligakonkurrenten Helios Grizzlys Giesen. Die Mannschaft erreichte das Viertelfinale im DVV-Pokal 2019/20 gegen Rottenburg und stand beim Abbruch der Bundesliga-Saison auf dem zehnten Tabellenplatz. In der Saison 2020/21 spielte Röling mit Giesen im Challenge Cup 2020/21, der für den Europapokal-Neuling in der ersten Runde gegen Sporting Lissabon endete. Im nationalen Pokal kam das Aus im Viertelfinale und in der Bundesliga verpassten die Grizzlys als Tabellenneunter die Playoffs. Ein Jahr später kamen sie im Pokal und den Playoffs ins Viertelfinale. 2022/23 verbesserte sich das Team mit dem Einzug ins Pokal-Halbfinale. In der Bundesliga endete die Saison erneut im Playoff-Viertelfinale. In der Saison 2023/24 erreichte Giesen das Achtelfinale im Challenge Cup und das Halbfinale im nationalen Pokal. In der Bundesliga kam der Verein als Hauptrunden-Zweiter ins Playoff-Halbfinale und qualifizierte sich für die Champions League. 2024/25 erreichten die Grizzlys ebenfalls in beiden Wettbewerben das Halbfinale. Auch 2025/26 spielt Röling für Giesen.